# L'invasore
L'invasore è un film del 1943 diretto da Nino Giannini, approvato dalla censura nel 1949 e distribuito nella stagione 1950-1951.